# Danmarks runeindskrifter 237
DR 237  är en vikingatida ( kristen efter-Jelling) runsten av granit i Alsted, Alsted socken och Sorø kommun. Stenens ursprungliga platsen är okänd, men inskriften 'dessa stenar' indikerar att stenen ursprungligen har varit en del av ett monument bestående av flera stenar. Den har varit inmurat i Alsteds kyrkas vapenhus och är nu utställt i kyrkorummet.

## Inskriften
Translitterering av runraden:
eskil : sati : sina : þesi : eftiʀ : ystin : auk · fliʀ · bruþur · sin : sun : ystis : aþal:miki
Normalisering till rundanska:
Eskil satti stena þæssi æftiʀ Østen ok Fliʀ, broþur sin, sun Østens, Aþalmærki/Aþalmæki.
Översättning till nusvenska:
Eskil satte stenar dessa efter Östen och sin bror Flir, Östens son, Adelmärke.
Ordet 'Adelmärke' uppfattas som ett tillnamn med mening "huvudbanér". Kan även översättas som förnämst svärd’ (mækir). I inskriften används stungna runor.